# Čakovice (Týnec nad Sázavou)
Čakovice (katastrální území Čakovice u Řehenic) jsou vesnice v okrese Benešov. Od 1. července 2006 jsou součástí města Týnec nad Sázavou. Od roku 1961 patřily správně pod Řehenice v okrese Praha-východ. Ještě předtím byly osadou Krhanic. Nacházejí se v údolí Kamenického potoka (nazývaného též Čakovický potok) mezi Kamenicí a Zbořeným Kostelcem. Území obce spadá do přírodního parku Hornopožárský les.

## Historie
Jméno vsi znamenalo ves lidí Čakových. Nejstarší záznam o vsi Schacovicz je z roku 1310 v dokumentu, jímž papež potvrdil držbu této vsi klášteru sv. Jana na Ostrově u Davle. V klášterním urbáři z roku 1390 jsou ve vsi Czacowiczie uvedeni dva velcí rolníci, deset chalupníků, dva podruzi a mlýn.
Za husitských válek zřejmě Čakovice připadly ke statku Netvořice, který patřil rodu Sádlů ze Smilkova. V roce 1560 byly Czacowicze připojeny k panství Konopiště, to v roce 1654 patřilo hraběti Václavu Michnovi a v Čakovicích bylo zjištěno pět sedláků a tři pusté grunty.

## Obyvatelstvo
| Rok            | 1869 | 1880 | 1890 | 1900 | 1910 | 1921 | 1930 | 1950 | 1961 | 1970 | 1980 | 1991 | 2001 | 2011 | 2021 |
| -------------- | ---- | ---- | ---- | ---- | ---- | ---- | ---- | ---- | ---- | ---- | ---- | ---- | ---- | ---- | ---- |
| Počet obyvatel | 226  | 217  | 236  | 259  | 246  | 223  | 238  | 204  | 246  | 200  | 182  | 138  | 127  | 197  | 269  |
| Počet domů     | 27   | 27   | 28   | 29   | 31   | 33   | 40   | 92   | 67   | 57   | 57   | 64   | 76   | 93   | 93   |

## Přírodní poměry
Do jižní části katastrálního území Čakovice u Řehenic zasahuje přírodní rezervace Čížov.

## Doprava

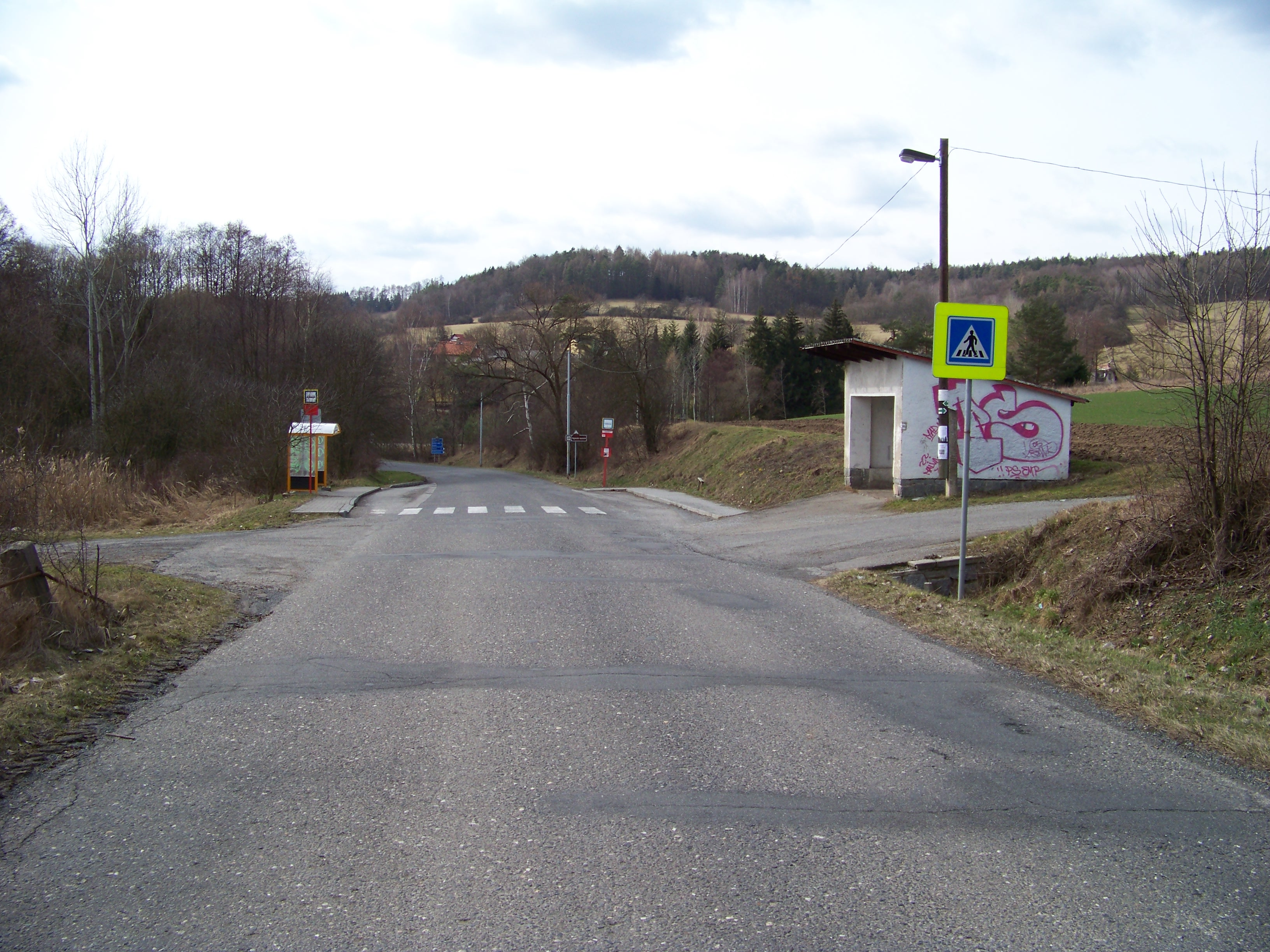
Autobusová zastávka u rybníka

V severojižním směru, souběžně s údolím Kamenického potoka, prochází vesnicí silnice II/107. Tu ve východozápadním směru křižuje silnice III. třídy od Babice do Krhanic.
V minulosti obcí procházelo několik autobusových linek (například v roce 1998/1999 to byly linky 120572, 128573 a 282012) ve dvou variantách trasy: z Kamenice do Týnce a z Babice do Týnce. Na území Čakovic byly 4 páry zastávek: „Řehenice, Čisté potoky“ u chatové osady směrem ke Zbořenému Kostelci, „Řehenice, Močidla“ a „Řehenice, Čakovice, rest.“ na silnici II/107 směrem od Kamenice a „Řehenice, Čakovice, u rybníka“ na silnici mezi Babicemi a Čakovicemi. Se zavedením Pražské integrované dopravy (linka 339) od 24. září 2000 byly zastávky přímo v obci (restaurace a Močidla) zrušeny a přímo přes vesnici žádná linka nejezdí. Pár zastávek u rybníka mimo osídlenou část vesnice byl 11. prosince 2005 přejmenován na „Řehenice, Čakovice“; od 10. prosince 2006 pak byl pak v názvu těchto zastávek i zastávek Čisté potoky změněn název obce na Týnec nad Sázavou. Autobusy linky 339 v téměř jednotné trase Praha – Týnec nad Sázavou a zpět zde mají v dopravních sedlech a o víkendech tříhodinový interval, ve špičkách pracovního dne zhruba hodinový.

## Příroda a turistika
Vesnici po délce prochází zeleně značená pěší turistická trasa z Grybly na hrad Zbořený Kostelec.
Po silnici II/107 vede přes obec cyklotrasa č. 11, zde jako součást Greenway Praha–Wien.

## Galerie

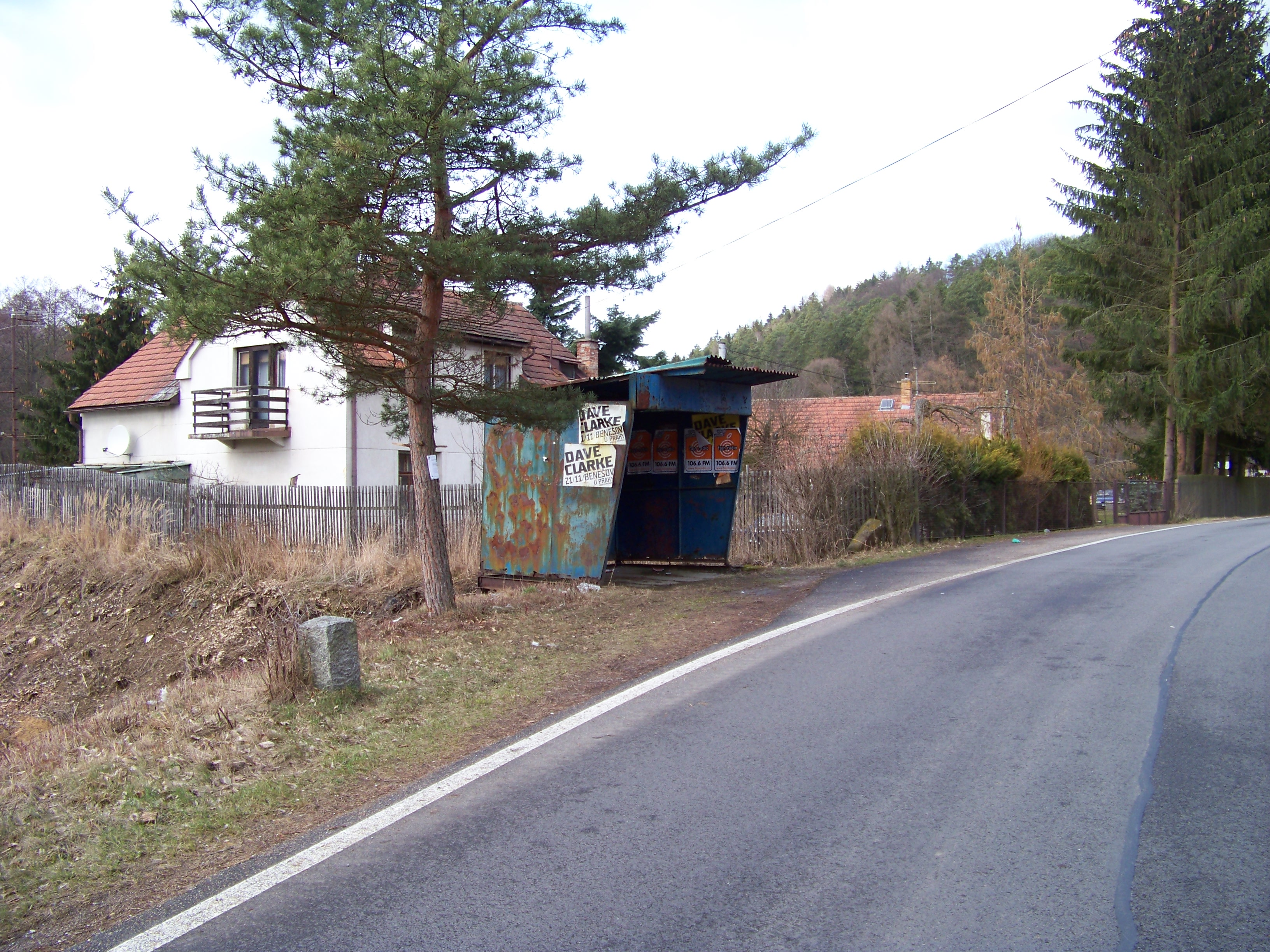
Zrušená zastávka Močidla
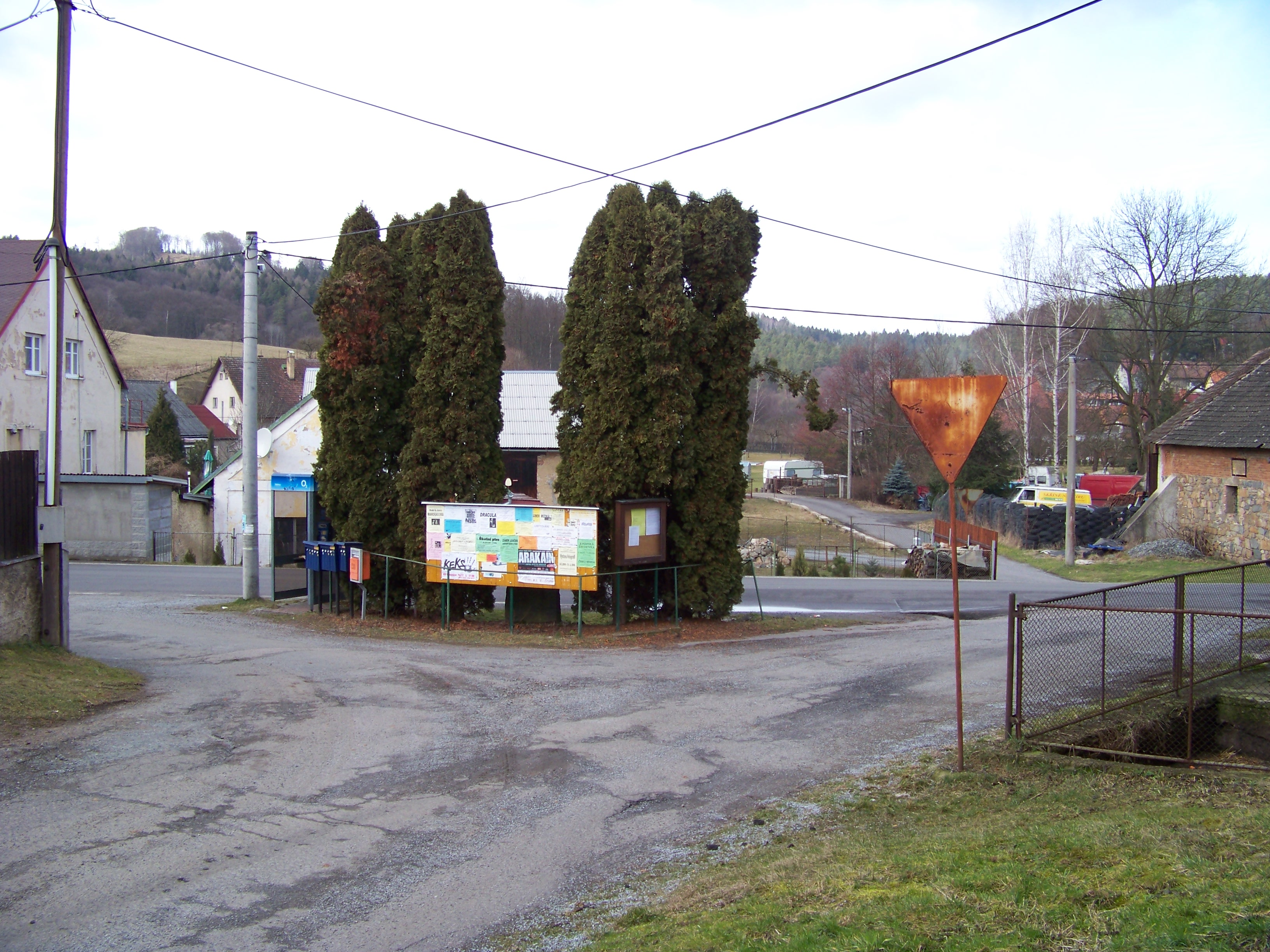
Náves s válečným pomníkem a plakátovací plochou
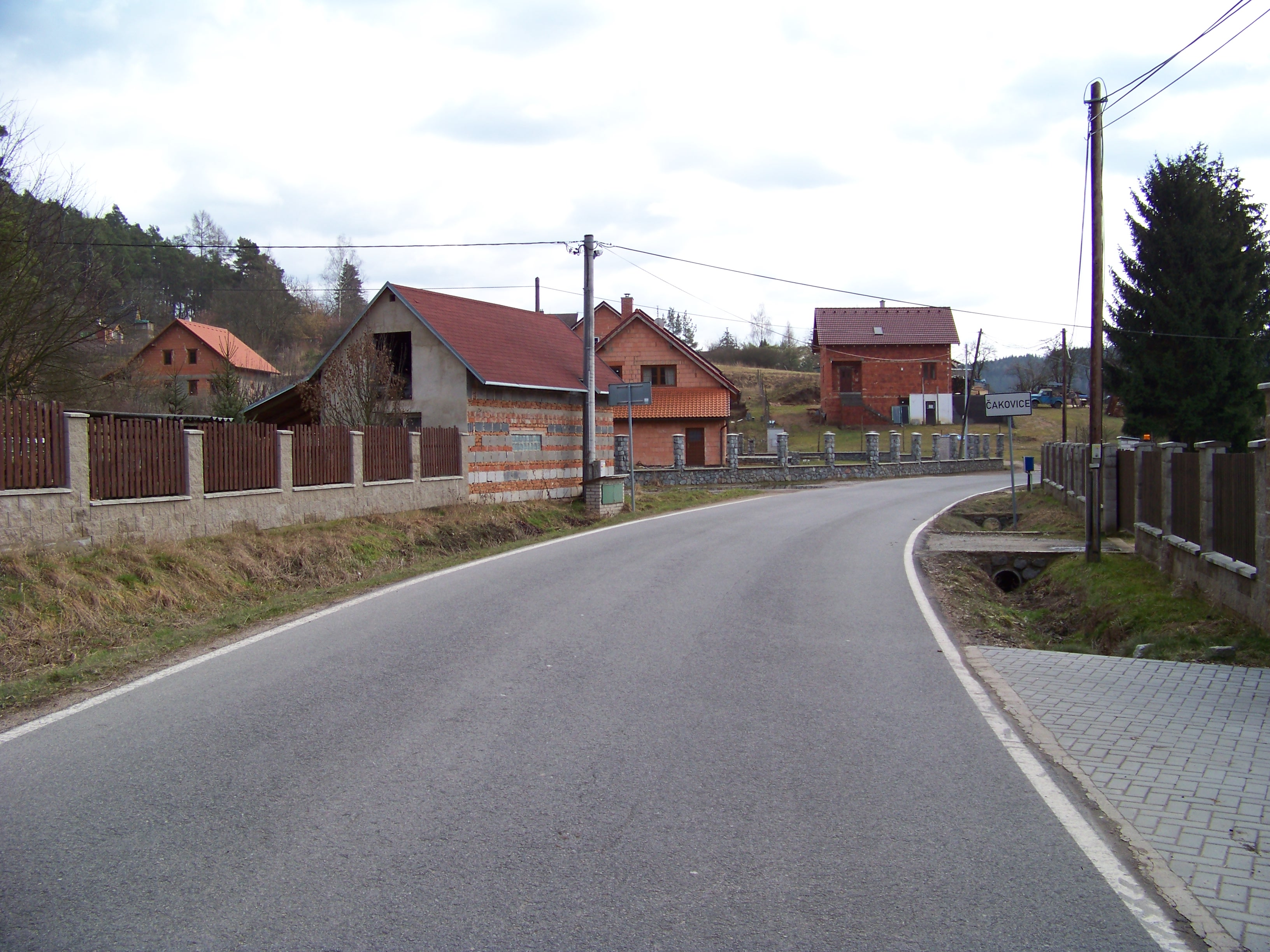
Nová výstavba v horní části vsi
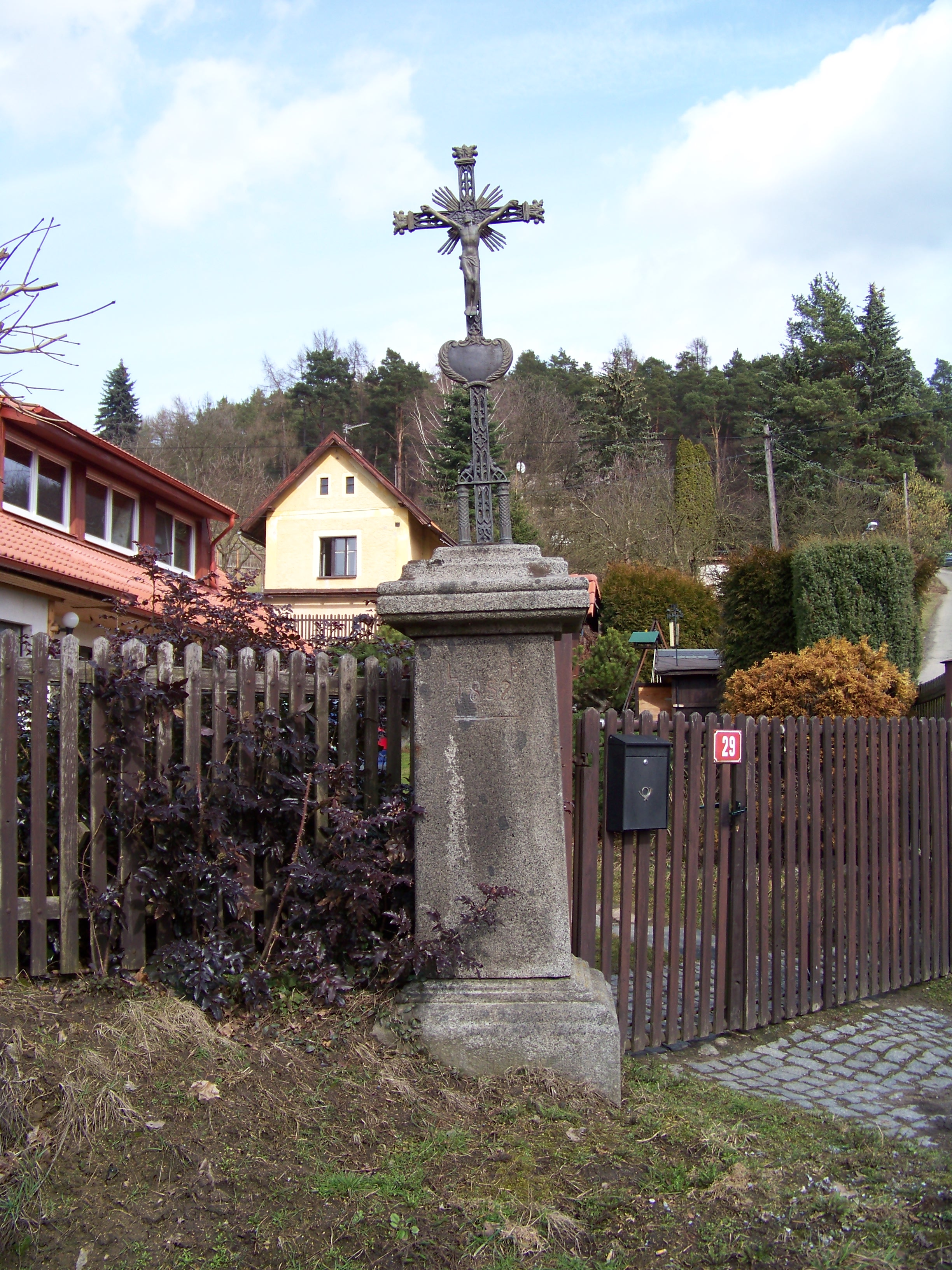
Křížek z roku 1852 u domu čp. 29 v horní části vsi